# Melicope zambalensis
Melicope zambalensis är en vinruteväxtart som först beskrevs av Adolph Daniel Edward Elmer, och fick sitt nu gällande namn av Thomas Gordon Hartley. Melicope zambalensis ingår i släktet Melicope och familjen vinruteväxter. Inga underarter finns listade i Catalogue of Life.